# LadBaby
Mark Ian Hoyle (* 1987 in Nottingham), bekannt als LadBaby ist ein englischer Blogger und Musiker. Mit seinen Parodien erfolgreicher Popsongs gelang es ihm als Erstem, vier Mal in Folge die Weihnachts-Nummer-Eins in den britischen Charts zu stellen.

## Biografie
Mark Hoyle lebt mit Frau und Kindern in der mittelenglischen Stadt Nottingham. Als seine Frau 2016 zum ersten Mal schwanger war, begann er mit einem Videoblog bei YouTube über „Mum“ und „Dad“ und das Familienleben. Er nannte den Blog LadBaby, weil er als Kerl (englisch lad) ein Baby erwartete. Seine witzigen Beiträge machten ihn bekannt und einige seiner Videos wurden über YouTube hinaus virale Internethits.
2018 beschloss er zusammen mit seiner Frau Roxanne (der LadBabyMum) als Benefizaktion zu Weihnachten ein Lied aufzunehmen. Er textete We Built This City (On Rock ’n’ Roll) von Starship um in We Built This City on Sausage Rolls und nahm das Lied auf. Sausage Rolls sind in England verbreitete mit Wurstbrät gefüllte Teigtaschen. Das Lied wurde unmittelbar vor Weihnachten veröffentlicht und unterstützt durch seine Internet-Bekanntheit stieg es in der Weihnachtswoche auf Platz 1 der britischen Charts ein. Der Wettlauf um die Weihnachts-Nummer-Eins bekommt in Großbritannien immer besondere Aufmerksamkeit, der Blogger übertraf in diesem Jahr Veröffentlichungen von Ariana Grande und Ava Max. Außer in seiner Heimat schaffte es das Lied auch in die Rockcharts in den USA. Hoyle spendete die Einnahmen für die Lebensmitteltafeln des Trussell Trusts.
Wegen des großen Erfolgs wiederholte LadBaby im Jahr darauf die Aktion und textete I Love Rock ’n’ Roll, bekannt durch Joan Jett & the Blackhearts, um in I Love Sausage Rolls. Erneut gelang ihm mit seiner Hitparodie ein Nummer-eins-Hit. Neben den USA gab es diesmal auch Platzierungen in Chartauswertungen von Kanada, Irland und Australien. 2020 folgte eine Parodie auf Don’t Stop Believin’ von Journey. Unter dem Titel Don’t Stop Me Eatin’ gelang ihm die dritte Weihnachts-Nummer-Eins in Folge, was zuvor nur die Spice Girls (1996–1998) und den Beatles (1963–1965) gelungen war, wobei die Aufmerksamkeit eigentlich erst seit den 1970er Jahren auf die Spitzenplatzierung an Weihnachten gerichtet ist.
2021 nahm sich Hoyle keinen Klassiker, sondern einen aktuellen Weihnachtshit vor. Merry Christmas hatten Ed Sheeran und Elton John erst in diesem Jahr gemeinsam veröffentlicht und es stand bereits 3 Wochen seit Anfang Dezember auf Platz 1 der britischen Charts. Mit der Parodie Sausage Rolls for Everyone, bei der Ed Sheeran und Elton John mitsangen und im Video mitwirkten, wurde das Original an der Chartspitze abgelöst. Damit schaffte LadBaby als erster vier Weihnachts-Nummer-eins-Hits in Folge. Nur die Beatles hatten zuvor auch noch einen vierten Charttopper Ende Dezember. Wie bei allen vorherigen Veröffentlichungen gingen die Einnahmen auch 2021 an den Trussell Trust.

## Diskografie
Lieder
- We Built This City (2018)
- I Love Sausage Rolls (2019)
- Don’t Stop Me Eatin’ (2020)
- Sausage Rolls for Everyone (featuring Ed Sheeran & Elton John, 2021)